# Mahdi Olamaei
Mahdi Olamaei, né le 3 juin 1990, est un coureur cycliste iranien. 

## Biographie
En 2009, il rejoint l'équipe du Centre mondial du cyclisme à Aigle, en Suisse.

## Palmarès sur piste

### Championnats nationaux
- 2016
  - 3e du championnat d'Iran de l'omnium
- 2017
  - 3e du championnat d'Iran de scratch
- 2019
  -  Champion d'Iran de l'omnium
  - 2e du championnat d'Iran de l'américaine
  - 2e du championnat d'Iran de scratch
- 2021
  - 3e du championnat d'Iran de l'omnium
  - 3e du championnat d'Iran de scratch

## Palmarès sur route

### Par année
- 2010
  - 5e étape du Tour of Milad du Nour

### Classements mondiaux
| Année         | 2006 | 2007 | 2008 | 2009 | 2010 | 2011 | 2012 | 2013 | 2014 | 2015 | 2016 | 2017 | 2018 | 2019 |
| ------------- | ---- | ---- | ---- | ---- | ---- | ---- | ---- | ---- | ---- | ---- | ---- | ---- | ---- | ---- |
| UCI Asia Tour | 243e |      |      |      | 67e  | 218e |      |      |      |      |      |      |      | 80e  |